# آرامگاه شاهزاده حمید
بقعه شاهزاده حمید مربوط به دوره قاجار است و در شهرستان بجنورد، بخش راز و جرگلان، دهستان غلامان، روستای راستقان واقع شده و این اثر در تاریخ ۱۵ دی ۱۳۸۷ با شمارهٔ ثبت ۲۴۲۳۶ به‌عنوان یکی از آثار ملی ایران به ثبت رسیده است.